# Ča-val
Ča-val je naziv za popularnu i rock glazbu na čakavskom dijalektu. 
Naziv je nastao prema istoimenoj top ljestvici čakavske glazbe koja se emitirala na Radio Rijeci. Njegovim osnivačem smatra se Franci Blašković te njegov sastav Gori ussi Winnetou. Prvi dijalektalni val u hrvatskom popu i rocku pojavio se 1994. na području od Hrvatskog zagorja do južne Dalmacije, no dugotrajnije se održao i afirmirao među medijima i široj publici samo u Istri te na Kvarneru. Najzaslužniji za to bili su sastavi Gustafi i Šajeta te pjevač Alen Vitasović u suradnji sa skladateljem i tekstopiscem Liviom Morosinom. 
Unatoč tome što je ča-val bio kratkog vijeka, snažno je utjecao na glazbenu scenu. Tako su njegove karakteristike djelomično prihvatili i oni glazbenici koji mu nisu izvorno pripadali, kao primjerice world i jazz pjevačica Tamara Obrovac. Također, ča-val je pridonio popularizaciji istarske regionalne kulture te potvrđivanju osjećaja istarske regionalne pripadnosti.

## Vanjske poveznice
- Istrapedia